# James Buckley (ator)
James Patrick Buckley (Croydon, 14 de agosto de 1987) é um ator inglês. Ele é mais conhecido por interpretar Jay Cartwright na sitcom The Inbetweeners.

## Filmografia

### Cinema
| Ano  | Título                             | Papel           |
| ---- | ---------------------------------- | --------------- |
| 2002 | Veronique                          | Boy             |
| 2011 | Everywhere and Nowhere             | Jamie           |
| 2011 | The Inbetweeners - O Filme         | Jay Cartwright  |
| 2013 | Charlie Countryman                 | Luke            |
| 2014 | The Inbetweeners 2                 | Jay Cartwright  |
| 2014 | The Pyramid                        | Fitzie          |
| 2016 | Popstar: Never Stop Never Stopping | Sponge          |
| 2016 | The Comedian's Guide to Survival   | James Mullinger |

### Televisão
| Ano       | Título                      | Papel                                        |
| --------- | --------------------------- | -------------------------------------------- |
| 2001      | 'Orrible                    | Ryan                                         |
| 2004      | Teachers                    | John                                         |
| 2005–2008 | The Bill                    | Tom Wilkinson / Joseph Rake / Marcus Stepney |
| 2006      | Holby City                  | Ali Wilkinson                                |
| 2006      | Baggy Trousers              | Neil                                         |
| 2007      | Skins                       | Simon                                        |
| 2007      | Sold                        | Wayne                                        |
| 2008–2010 | The Inbetweeners            | Jay Cartwright                               |
| 2009      | Off the Hook                | Fred                                         |
| 2010      | Comedy Lab                  | Rob                                          |
| 2010–2011 | Rock & Chips                | Del Boy                                      |
| 2011      | The Comic Strip Presents... | Sergeant                                     |
| 2011      | Little Box of Horrors       | Ele mesmo                                    |
| 2014      | The Boy in the Dress        | Mr. Norris                                   |
| 2016      | Zapped                      | Brian Weaver                                 |
| 2017      | White Gold                  | Brian Fitzpatrick                            |